# Nokia 7280

Nokia 7280 este produsă de compania Nokia.Telefonul nu are tastatură.

## Design
Nokia 7280 un ecran TFT care măsoară 35 mm x 20 mm cu o rezoluție de 208 x 104 cu suport până la 65.536 de culori.
Rezoluția mare a ecranului mic face ca icoanele și fonturile să fie clare.
Telefonul nu oferă o tastatură dar are 2 taste pentru acceptare, încheiere apel și cheia de selecție din mijloc numită Spinner Navi.

## Multimedia
Aparatul foto este capabil de o rezoluție de 640 x 480 de pixeli.
Permite primirea și trimiterea de MMS-uri care conțin text,imagini(JPEG, GIF, WBMP, BMP și PNG), audio și video.
Telefonul oferă Radio.

## Conectivitate
Nokia 7280 oferă ca conectivitate de date: HSCSD, SCERS, EDGE și GPRS.
Telefonul ca conexiune fără fir oferă Infraroșu și Bluetooth.